# Tibellus oblongus
 (novembre 2023).
La mise en forme du texte ne suit pas les recommandations de Wikipédia : il faut le « wikifier ».
Les points d'amélioration suivants sont les cas les plus fréquents :
- Les titres sont pré-formatés par le logiciel. Ils ne sont ni en capitales, ni en gras.
- Le texte ne doit pas être écrit en capitales (les noms de famille non plus), ni en gras, ni en italique, ni en « petit »…
- Le gras n'est utilisé que pour surligner le titre de l'article dans l'introduction, une seule fois.
- L'italique est rarement utilisé : mots en langue étrangère, titres d'œuvres, noms de bateaux, etc.
- Les citations ne sont pas en italique mais en corps de texte normal. Elles sont entourées par des guillemets français : « et ».
- Les listes à puces sont à éviter, des paragraphes rédigés étant largement préférés. Les tableaux sont à réserver à la présentation de données structurées (résultats, etc.).
- Les appels de note de bas de page (petits chiffres en exposant, introduits par l'outil «  Source ») sont à placer entre la fin de phrase et le point final[comme ça].
- Les liens internes (vers d'autres articles de Wikipédia) sont à choisir avec parcimonie. Créez des liens vers des articles approfondissant le sujet. Les termes génériques sans rapport avec le sujet sont à éviter, ainsi que les répétitions de liens vers un même terme.
- Les liens externes sont à placer uniquement dans une section « Liens externes », à la fin de l'article. Ces liens sont à choisir avec parcimonie suivant les règles définies. Si un lien sert de source à l'article, son insertion dans le texte est à faire par les notes de bas de page.
- La présentation des références doit suivre les conventions bibliographiques. Il est recommandé d'utiliser les modèles {{Ouvrage}}, {{Chapitre}}, {{Article}}, {{Lien web}} et/ou {{Bibliographie}}. Le mode d'édition visuel peut mettre en forme automatiquement les références.
- Insérer une infobox (cadre d'informations à droite) n'est pas obligatoire pour parachever la mise en page.

Pour une aide détaillée, merci de consulter Aide:Wikification.
Si vous pensez que ces points ont été résolus, vous pouvez retirer ce bandeau et améliorer la mise en forme d'un autre article.
Espèce
Tibellus oblongus, la Philodrome oblong, est une espèce d'araignées aranéomorphes de la famille des philodromidae.

## Distribution et habitat
Cette espèce se rencontre dans toute l'Europe et en Moyen-Orient.
Cette espèce se rencontre dans les milieux ensoleillés dont la végétation est formée de grandes graminées comme les oyats des dunes littorales, molinies des milieux humides, et aussi bromes des causses en milieux assez secs.

## Description

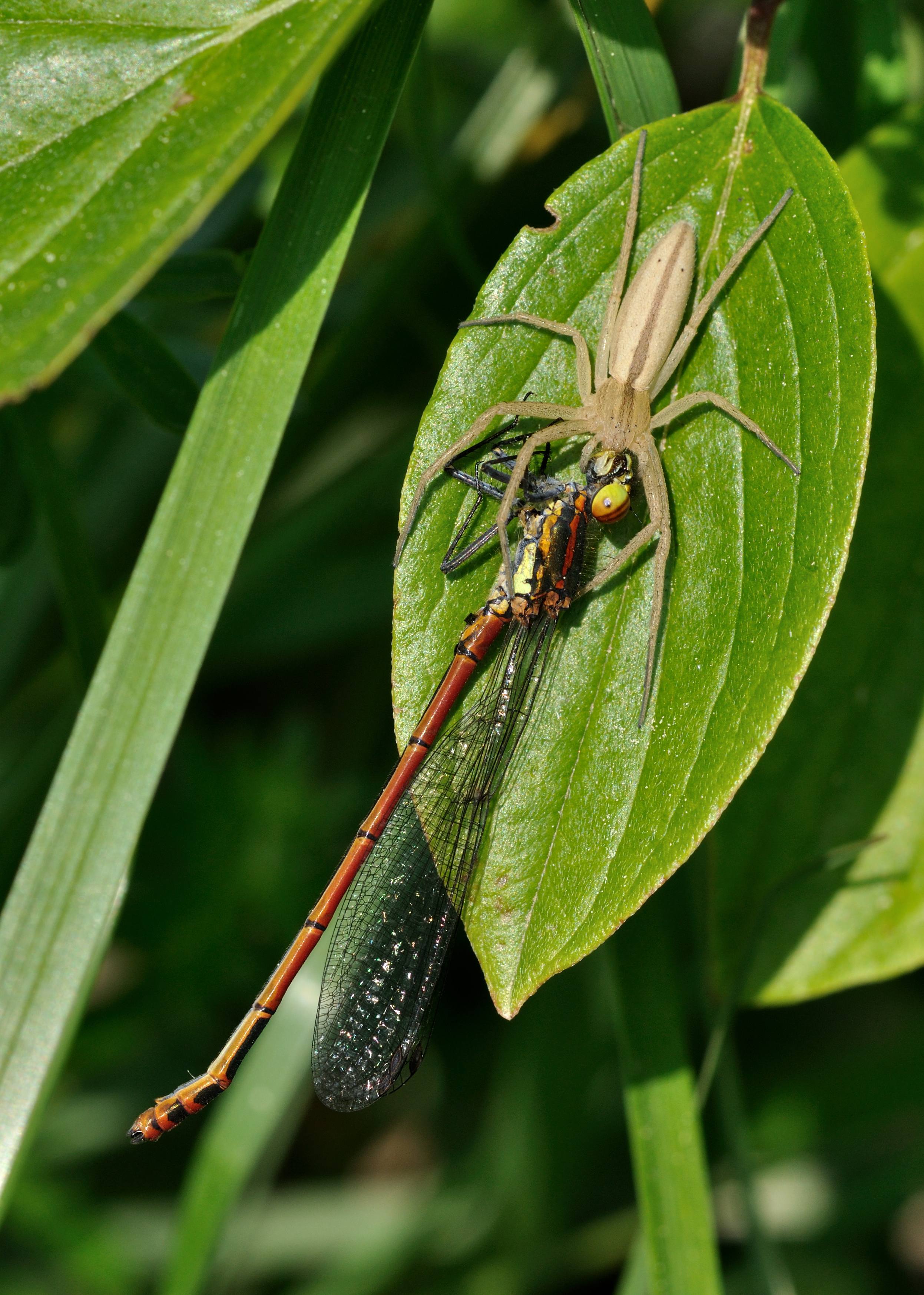
Tibellus oblongus dévorant une demoiselle.

Le mâle mesure entre 6 et 8 mm, la femelle entre  7 et 11 mm. Cette une espèce aux pattes longues avec un corps très allongé, jaune-grisâtre. Le céphalothorax et l'abdomen montrent une bande médiane longitudinale brune plus sombre. De chaque côté de cette bande, il existe une série plus ou moins nette de petits points dont une des derniers est assez gros et bien lisible.

## Liste des sous-espèces
Selon GBIF (21 novembre 2023) :
- Tibellus oblongus maculatus Caporiacco, 1950
- Tibellus oblongus oblongus (Walckenaer, 1802)

## Systématique et taxonomie
Le nom valide complet (avec auteur) de ce taxon est Tibellus oblongus (Walckenaer, 1802).
Cette espèce a été décrite sous le protonyme Aranea oblonga par Walckenaer en 1802. Elle a été placée dans le genre Philodromus par Blackwall en 1861, puis dans le genre Tibellus par Chickering en en 1940.
Tibellus oblongus a pour synonymes :
- Aranea oblonga Walckenaer, 1802
- Thanatus parallelus C.L.Koch, 1837
- Theridion oblongum (Presl, 1822)
- Tibellus lineatus Utochkin, 1981
- Tibellus longicephalus Utochkin, 1981
- Tibellus parallelus (C.L.Koch, 1837)
- Tibellus punctatus Hull, 1955

## Étymologie
Ce nom lui a été donné en raison de sa forme.